# لويس إيرل
لويس إيرل (بالإنجليزية: Lewis Earle)‏ هو سياسي أمريكي، ولد في 22 أغسطس 1933 في الولايات المتحدة. حزبياً، نشط في الحزب الجمهوري. وقد انتخب عضو مجلس نواب فلوريدا.